# Liste der Abgeordneten zum Vorarlberger Landtag (IX. Gesetzgebungsperiode)
Diese Liste der Abgeordneten zum Vorarlberger Landtag listet die Abgeordneten zum Vorarlberger Landtag in der neunten Gesetzgebungsperiode von 1902 bis 1909 auf.

## Landtagsabgeordnete
| Name                   | Wahlklasse1 | Region                | Anmerkung                                                             |
| ---------------------- | ----------- | --------------------- | --------------------------------------------------------------------- |
| Amann Alois            | LG          | Feldkirch-Dornbirn    |                                                                       |
| Bachmann Johann Josef  | LG          | Bludenz-Montafon      | gestorben am 18. Mai 1905                                             |
| Bösch Engelbert        | LG          | Feldkirch-Dornbirn    |                                                                       |
| Dietrich Alois         | LG          | Bludenz-Montafon      | ab 1905 als Nachfolger von Johann Josef Bachmann                      |
| Dressel Alois          | LG          | Bludenz-Montafon      |                                                                       |
| Drexel Karl            | SM          | Dornbirn              |                                                                       |
| Ebenhoch Ulrich        | LG          | Feldkirch-Dornbirn    |                                                                       |
| Egger Franz            | Virilstimme |                       | ab 1908 als Nachfolger von Johann Nepomuk Zobl                        |
| Fink Barnabas          | LG          | Bregenz-Bregenzerwald |                                                                       |
| Fink Jodok             | LG          | Bregenz-Bregenzerwald | ab 1903 auch Mitglied im Landesausschuss                              |
| Hirschbühl Josef Anton | LG          | Bregenz-Bregenzerwald |                                                                       |
| Kinz Ferdinand         | SM          | Bregenz               | ab 1908 als Nachfolger von Jakob Schneider                            |
| Kohler Johann          | LG          | Bregenz-Bregenzerwald |                                                                       |
| Loser Franz            | LG          | Bregenz-Bregenzerwald |                                                                       |
| Luger Engelbert        | SM          | Dornbirn              |                                                                       |
| Marte Josef            | LG          | Bludenz-Montafon      |                                                                       |
| Ölz Josef              | LG          | Bregenz-Bregenzerwald |                                                                       |
| Peer Josef             | SM          | Feldkirch             | ab 1902 auch Landeshauptmannstellvertreter                            |
| Preu August von        | SM          | Bludenz               |                                                                       |
| Rhomberg Adolf         | SM          | Bregenz               | seit 1890 auch Vorarlberger Landeshauptmann                           |
| Scheidbach Jakob       | LG          | Feldkirch-Dornbirn    | gestorben am 12. Jänner 1906                                          |
| Schneider Jakob        | SM          | Bregenz               | 1903–1907 auch Mitglied im Landesausschuss; gestorben am 1. Juli 1907 |
| Schreiber Franz Josef  | LG          | Feldkirch-Dornbirn    | ab 1906 als Nachfolger von Jakob Scheidbach                           |
| Thurnher Martin        | LG          | Feldkirch-Dornbirn    | seit 1890 auch Landeshauptmannstellvertreter                          |
| Waibel Johann Georg    | SM          | Dornbirn              | gestorben am 22. Oktober 1908                                         |
| Walter Stefan          | LG          | Bludenz-Montafon      |                                                                       |
| Zobl Johann Nepomuk    | Virilstimme |                       | gestorben am 13. September 1907                                       |

1 SM ... Städte und Märkte
  LG ... Landgemeinden